# The Pass Key
The Pass Key è un cortometraggio muto del 1909. Il nome del regista non viene riportato nei credit del film.

## Trama
Un giovanotto si reca al club dove però si rende conto di aver dimenticato la chiave di casa. Chiede allora al custode di procurargliela. Quando è il momento di rientrare, però non riconosce la sua casa dato che gli edifici gli sembrano tutti uguali. Prova la chiave, ma non fa altro che entrare in casa di altri dove, il più delle volte, viene buttato fuori senza tanti riguardi.

## Produzione
Il film fu prodotto dalla Lubin Manufacturing Company.

## Distribuzione
Distribuito dalla Lubin Manufacturing Company, il film - un cortometraggio lungo 126 metri - uscì nelle sale cinematografiche USA il 18 febbraio 1909. Nelle proiezioni, veniva programmato con il sistema dello split reel, accorpato in un'unica bobina con un altro cortometraggio prodotto dalla Lubin, il drammatico A Broken Heart.